# کامپنتوم
کامپنتوم (به لاتین: Koumpentoum Department) یک منطقهٔ مسکونی در سنگال است که در تامباوندا واقع شده‌است. کامپنتوم ۱۲۸٬۴۳۳ نفر جمعیت دارد.